# Алиев, Иманмурза Эльмурзаевич
Иманмурза Эльмурзаевич Алиев (род. 29 сентября 1951, Махачкала) — советский борец, советский и российский тренер по борьбе школы «Динамо» в Махачкале и сборной Дагестана, Заслуженный тренер России (30.04.1997). По национальности — кумык.

## Биография
В 1966 году будучи шестиклассником гонял мяч в махачкалинской школе № 10, подошедший к ним Султан Мусаев пригласил их в школу по борьбе имени Али Алиева. В 1973 году устроился в цех № 18 завода им. Гаджиева в Махачкале, где работал фрезеровщиком. Позже поступил на спортивный факультет ДГПУ, в годы учебы боролся, дважды выигрывал республиканские соревнования. Еще студентом Иманмурза работал в махачкалинской школе № 85, а когда после окончания вуза был направлен в только что открывшуюся школу в селе Кафыр-Кумух Буйнакского района, отдал перспективных своих учеников в «Динамо», работал также в школе вольной борьбы на улице Батырая .

## Тренерская карьера
Является тренером трёх олимпийских чемпионов Ширвани Мурадова, Сагида Муртузалиева и Бахтияра Ахмедова, чемпиона мира Абдусалама Гадисова, Является личным тренером Даурена Куруглиева

## Известные воспитанники
- Ахмедов, Бахтияр Шахабутдинович — олимпийский чемпион;
- Мурадов, Ширвани Гаджикурбанович — олимпийский чемпион;
- Муртазалиев, Сагид Магомедович — олимпийский чемпион;
- Гадисов, Абдусалам Маматханович — чемпион мира;
- Куруглиев, Даурен Халидович — чемпион Европы;
- Набиев, Гаджи Камилович — призёр чемпионата мира
- Жабраилов, Алихан Лукманович — призёр чемпионата мира

## Личная жизнь
Окончил физкультурный факультет Дагпединститута. Сын: Али также борец, ныне работает тренером.